# Rio Sorraia
O rio Sorraia em Benavente
O rio Sorraia é um rio do Ribatejo, em Portugal. Nasce na freguesia do Couço e resulta da junção de duas ribeiras, o rio de Sor e o rio de Raia.
É o afluente português do Tejo com maior bacia hidrográfica (7730 km²).
recebendo várias ribeiras ao longo do seu curso, sendo as principais as ribeiras de Erra, de Divor e de Juliano, e, junto a Porto Alto, recebe o rio Almansor.
Teve ao longo dos tempos um papel vital para a região e, segundo registos históricos, já romanos e árabes aqui se fixaram, usufruindo dele no campo agrícola e como meio de comunicação, para exportar os produtos cultivados nas férteis terras do Vale do Sorraia, onde desenvolveram engenhosos sistemas de irrigação que chegaram aos nossos dias.
Passa nas vilas de Coruche e de Benavente e desagua no rio Tejo na Ponta da Erva, próximo de Alcochete após percorrer cerca de 155 quilómetros. Era até ao início do século XX navegável, tendo conhecido um significativo tráfego fluvial de escoamento de produtos agrícolas e florestais, nomeadamente cortiça, madeiras e cereais. Até 1870 o nome oficial deste rio era rio Amora 
Na segunda metade do século XX foi posto em ação o Plano de Irrigação do Vale do Sorraia, através da construção das Barragens de Montargil e Maranhão, conjuntamente com o Canal do Sorraia, visou um melhor aproveitamento dos recursos hídricos, para potenciar o rendimento agrícola da região, propósito que foi alcançado.